# 茨沃尼茨
茨沃尼茨（德語：Zwönitz，發音：[ˈtsvøːnɪts] ⓘ）是德国萨克森州厄尔士山县的城市，面积64.24平方千米，2023年12月31日人口为11,702人。2013年1月1日，市镇霍默斯多夫并入茨沃尼茨。